# Temple Dongyue de Pékin

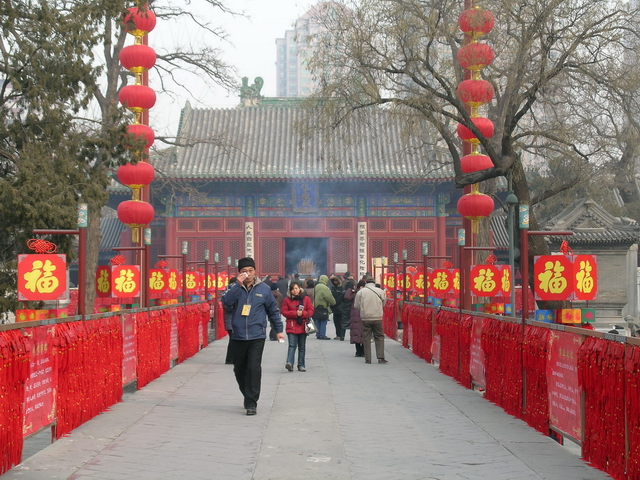
Axe principal de la cour.

Le Temple Dongyue de Pékin ou Temple du Pic Oriental de Pékin  ( chinois simplifié : 北京东岳庙 ; chinois traditionnel : 北京東嶽廟 ; pinyin : Běijīng Dōngyuè Miào) est un temple taoïste de la région de Chaowai, dans le district de Chaoyang, à Pékin, en Chine.
Le temple est dédié à la "Grande Divinité du Pic Oriental" (chinois simplifié : 东岳大帝 ; chinois traditionnel : 東嶽大帝 ; pinyin : Dōngyuèdàdì), "Pic Oriental" étant le nom cosmologique du mont Tai, le plus oriental et le plus sacré des cinq montagnes sacrées de Chine. Fondé sous la dynastie Yuan, le temple Dongyue est le plus grand temple dédié au taoïsme Zhengyi de Pékin. Il est protégé en tant que lieu culturel national et abrite également le musée des coutumes populaires de Pékin.

## Histoire

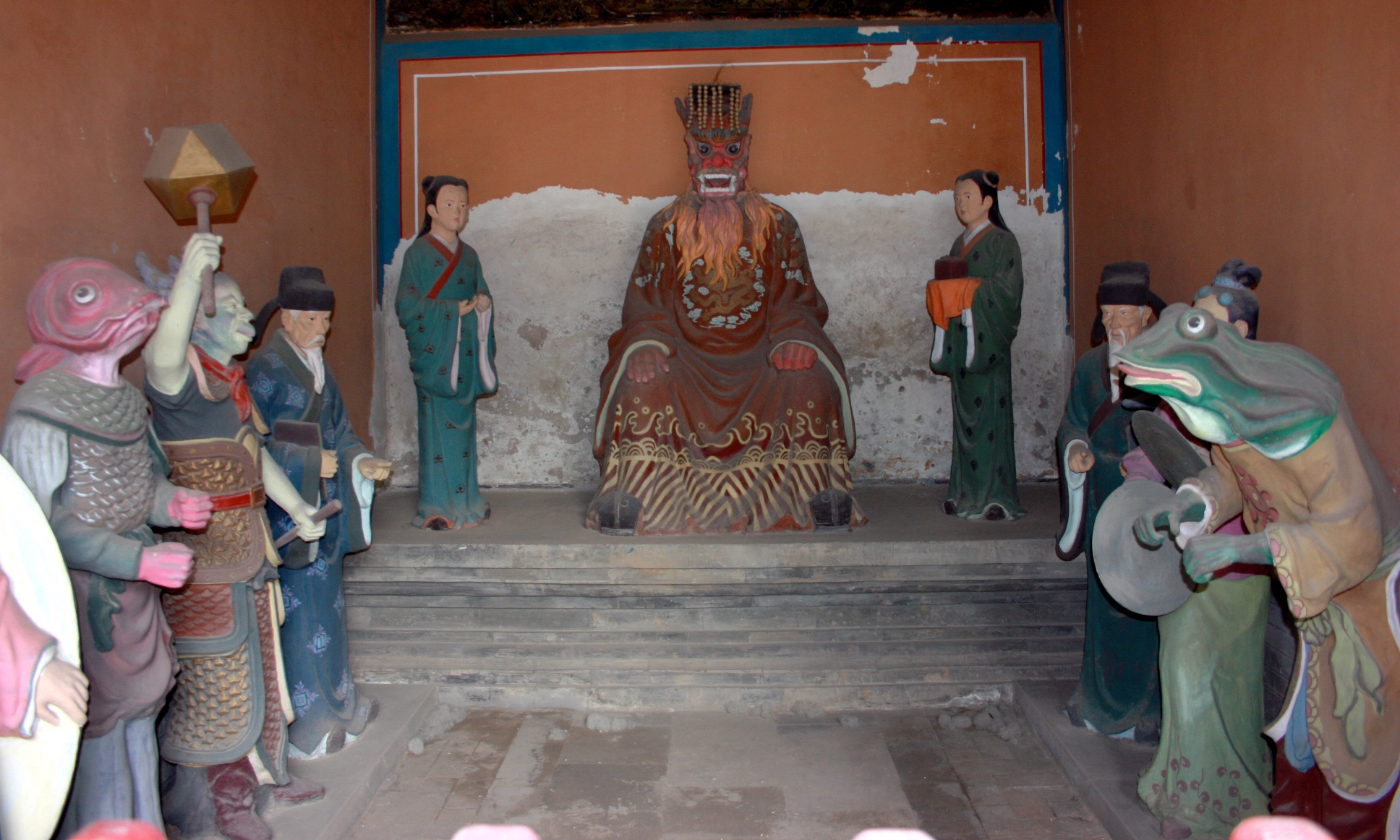
Statues représentant le "Département des Dieux de la Pluie".

Le temple Dongyue est fondé en 1319. C'est Zhang Liusun (1248-1321), un fonctionnaire de la dynastie Yuan et descendant du taoïste Zhang Daoling, qui collecte l'argent et acquiert les terrains nécessaires pour la construction du temple. Mais comme il décède peu de temps après, c'est son disciple, le maître taoïste Wu Quanjie (1269-1346), qui poursuit et achève la construction. En 1322, les pavillons principaux et la porte principale sont achevés. Le temple est réparé et reçoit son nom actuel en 1447 sous le règne de l'empereur Zhengtong de la dynastie Ming. Pendant la dynastie Qing, le temple est reconstruit à deux reprises, en 1698 sous le règne de l'empereur Kangxi et à nouveau en 1761 sous le règne de l'empereur Qianlong. Il est également été agrandi pendant la dynastie Qing.
Au cours de la période de chaos et de destruction de biens culturels qui accompagne la Révolution culturelle, le temple est gravement endommagé. Il est entièrement vidé, tous les objets et le mobilier qu'il renferme étant emportés ou détruits. Les temples rouvrent à la fin des années 1970 ; mais comme les statues originales ont disparu, toutes celles présentes sur le site sont des répliques, sauf cinq. En effet, après sa réouverture, le temple Dongyue a reçu cinq statues provenant du Sanguanmiao (le "Temple des Trois Officiels") de Pékin, qui ne sert plus de temple. Les trois cours et bâtiments existant aujourd'hui n'occupent qu'une partie du site originel du temple. Le reste du site a été utilisé par le Bureau de la Sécurité Publique jusque dans les années 1990, puis transformé en biens immobiliers commerciaux au début des années 2000, après le départ du BSP sur un autre site.
Le temple a servi d'école, de bureaux gouvernementaux et de logements à des centaines de personnes jusqu'en 1996, date à laquelle il a été déclaré trésor national (résolution no 4-113 du Conseil d'État du 20 novembre 1996). En 2002, il a été restauré pour un coût total de 5,8 millions de yuans.

## Disposition

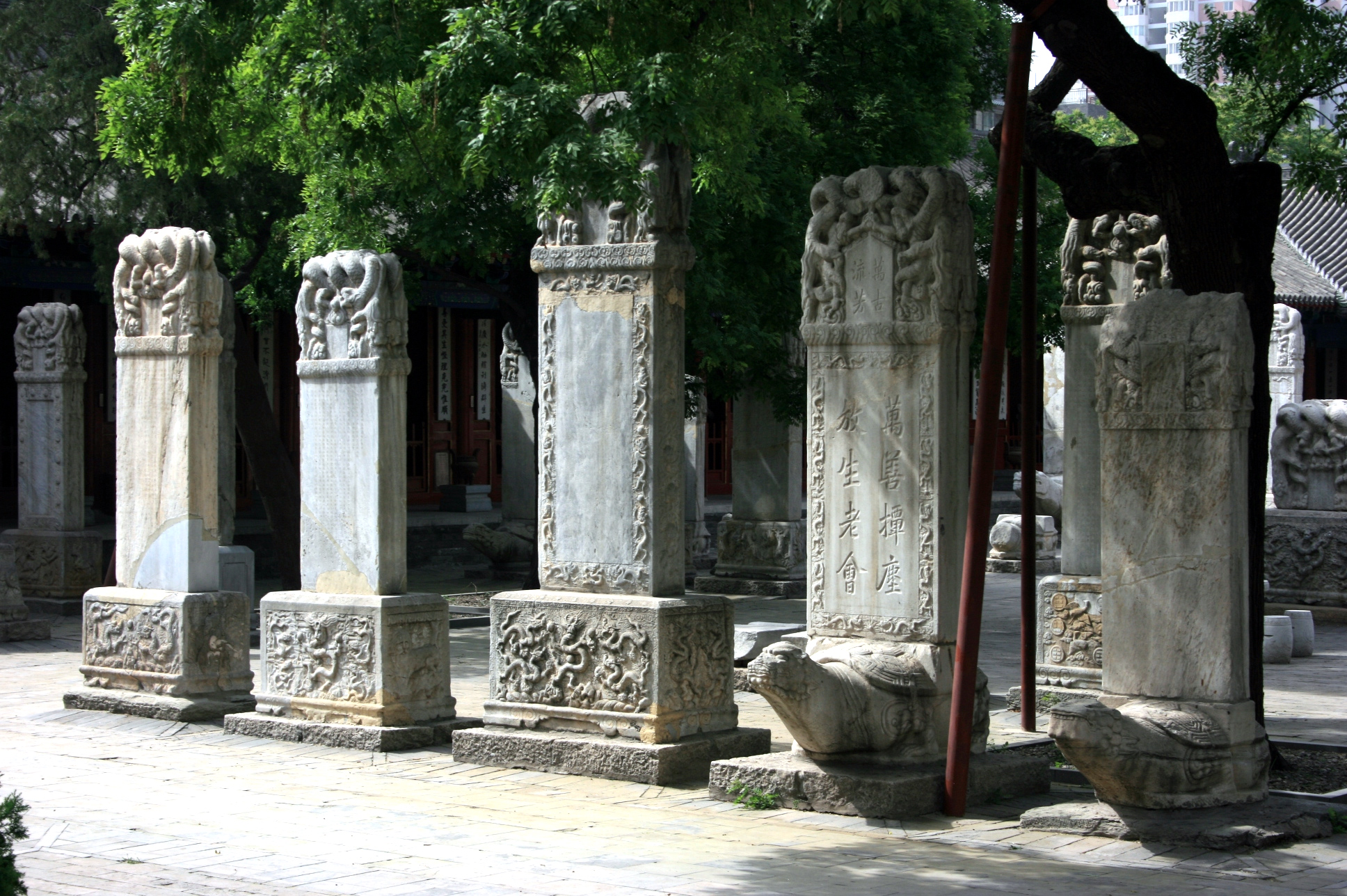
Stèles en pierre dans la cour du temple.

Le temple est organisé autour de trois cours principales, il compte 376 chambres et couvre 4,7 hectares. Les cours renferment une collection de stèles en pierre. On estime qu'environ 140 stèles datant des dynasties Yuan, Ming et Qing, ainsi que du début de l'ère républicaine de la Chine auraient été autrefois déposées dans le temple; mais il n'en reste plus que 90 aujourd'hui. Parmi les stèles restantes on en trouve une datant de la dynastie Yuan avec une calligraphie de Zhao Mengfu. Cette stéle est la seule pièce restante d'un ensemble de quatre; son inscription, qui retrace la vie du fondateur du temple, Zhang Liusun, comprend en tout 2786 signes.
Les trois salles principales du temple sont le pavillon Yude, le pavillon Daizongbao et le pavillon Yuhuang. On trouve dans le pavillon Yude des statues en bois de Jinsi Nanmu, parmi lesquelles des statues des dieux du ciel, de la terre et de l'eau. Le temple contenait autrefois plus de 3000 stèles, dont environ 1000 ont été conservées. Autour de la cour centrale, on trouve une succession de petites salles qui s’ouvrent sur ladite cour et contiennent chacune un ensemble de statues en plâtre représentant l’une des "soixante-seize ailes" du panthéon taoïste.
Il existe également une arche a trois portes avec une couverture de tuiles vernissées vertes et jaunes qui fait partie du complexe du temple, bien qu'elle en soit physiquement séparée par la voie publique.

## Emplacement
L'adresse du temple est Dongyue Miao, 141 Chaowai Dajie, district de Chaoyang, Pékin (朝阳 门外 大街 141). Il est situé à environ 500 mètres à l'est de la station de métro Chaoyangmen.

## Voir également
- Autres temples Dongyue